# لوران مارتن
لوران مارتن (بالفرنسية: Laurent Martin)‏ هو عازف بيانو فرنسي، ولد في 12 سبتمبر 1945 في ليون في فرنسا.

## وصلات خارجية
- الموقع الرسمي
- لوران مارتن على موقع ميوزك برينز (الإنجليزية)
- لوران مارتن على موقع ديسكوغز (الإنجليزية)